# Audigny
Audigny település Franciaországban, Aisne megyében. Lakosainak száma 282 fő (2022. január 1.). Audigny Flavigny-le-Grand-et-Beaurain, Guise, Landifay-et-Bertaignemont, Macquigny és Puisieux-et-Clanlieu községekkel határos.

## Népesség
A település népességének változása:
| Lakosok száma | 326  | 193  | 214  | 240  | 283  | 282  | 279  | 280  | 283  | 282  |
|               | 1968 | 1982 | 1990 | 2006 | 2013 | 2015 | 2017 | 2019 | 2020 | 2022 |